# Аутопортрет без браде (Винсент ван Гог)
Аутопортрет без браде (енгл. Self-portrait without beard) је слика постимпресионизма Винсента ван Гога. Представља уље на платну, насликано 1889. године. Приказује аутопортрет који је један од најскупљих слика свих времена, која се продала за 71,5 милиона долара 1998. године у Њујорку. У то време то је била трећа (или четврта прилагођена инфлацији) најскупља слика икада продата.
Историчари уметности су подељеног мишљења око тога да ли је ова слика завршни Ван Гогов аутопортрет. Роналд Пикванс је ово сматрао последњим, док Инго Ф. Валтхер и Јан Хулскер сматрају да је аутопортрет каснија слика. Ван Гог га је поклонио својој мајци као рођендански поклон.